# Rudolf Matthias Pichler
Rudolf Matthias Pichler (* 17. September 1874 in Urfahr, Österreich-Ungarn; † 25. November 1950  in Wien) war ein österreichischer Techniker, Denkmalpfleger und Maler.

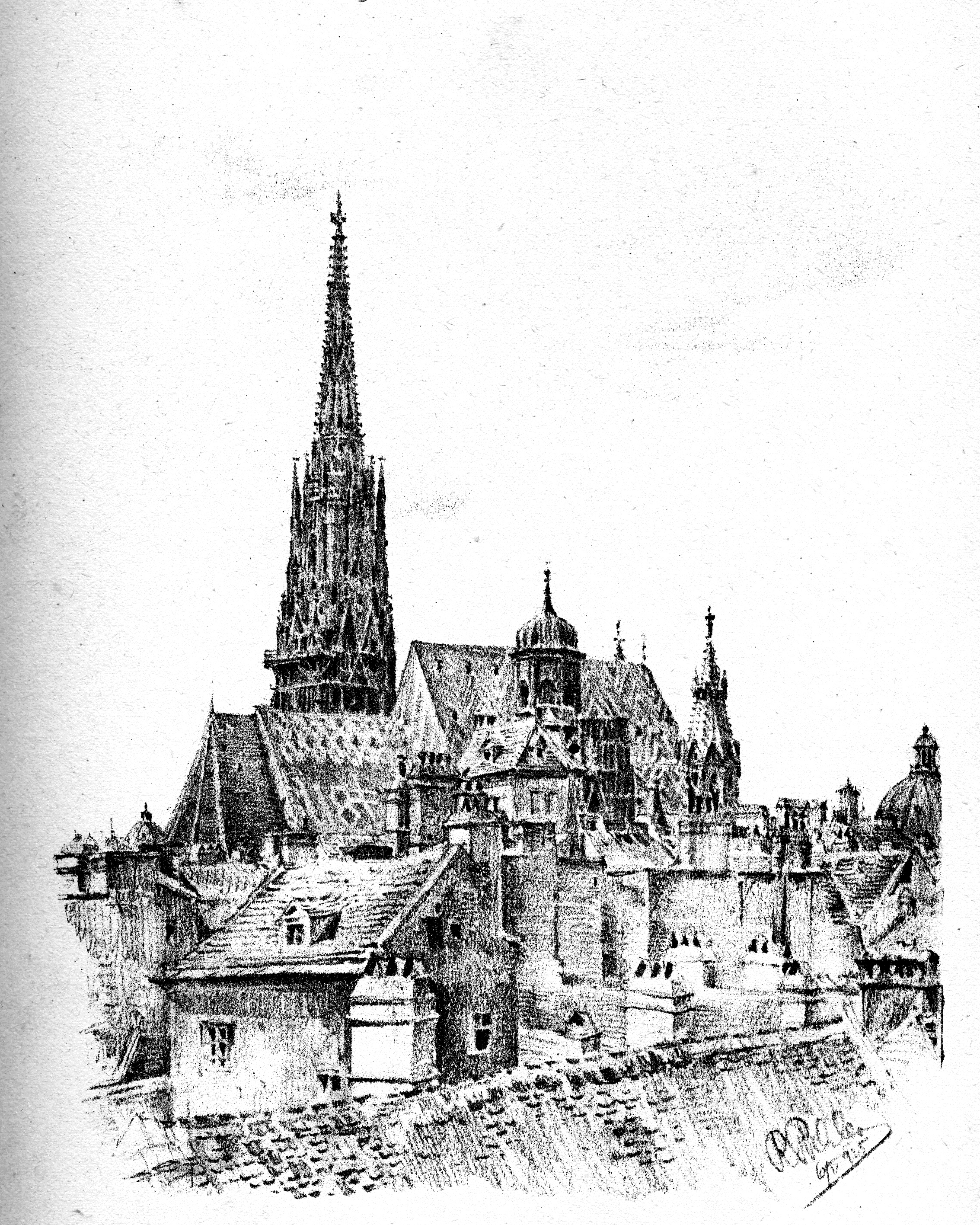
Dächer mit Stephansdom (1925)

## Leben
Pichler besuchte vorerst in Linz die Zeichenschule Leitner, bevor er an der Technischen Hochschule in Wien und an der Malschule Eduard Zetsche ebenfalls in Wien weiterstudierte. Während seines Studiums wurde er 1893 Mitglied der KaV Norica Wien. Im Jahr 1898 begann er im Baudienst der niederösterreichischen Statthalterei, wo er auch teilweise mit Restaurierungen beschäftigt war. Im Jahr 1902 wurde er Ingenieur und korrespondierendes Mitglied der k.k. Zentralkommission für Erforschung und Erhaltung der Kunst- und historischen Denkmale. Ab dem Jahr 1909 war im k.k. Ministerium für öffentliche Arbeiten, ab 1918 in der Abteilung Hochbauwesen des Handelsministeriums als Oberingenieur tätig. 1919 wurde er noch Oberbaurat und 1920 Ministerialrat, bevor er 1923 in den Ruhestand ging.  Er wurde am Pötzleinsdorfer Friedhof bestattet.
Als Maler schuf Pichler zahlreich topographisch genaue Landschaften und Architekturdarstellungen. Ab 1922 war er Vorstandsmitglied des Dürerbundes. Seine Bilder zeigte er in Ausstellungen des Segantini- und Dürerbundes.
Die Bedeutung Pichlers liegt in der Kombination Technik und Denkmalschutz. Als Denkmalpfleger war er beispielsweise bei der Donauuferbahn durch die Wachau im Auftrag von Erzherzog Franz Ferdinand an sämtlichen Bauverhandlungen beteiligt. So schrieb er im Jahr 1911:

„Die Wachau, dieses wunderbare Kulturgebiet, war bis vor wenigen Jahren ein abgeschlossener, den meisten kaum dem Namen nach bekannter Erdenwinkel. Dies ist nun anders geworden. Wirtschaftliche Vorteile erhoffend, strebt die Bevölkerung nach reger Fühlung mit der sie umgebenden Welt. Der ersehnte Schienenstrang führt nun durch die ganze Wachau und darüber hinaus; auch der Schiffsverkehr ist lebhafter geworden. Während nur wenige, zumeist Künstler, die Reize der Wachau zu würdigen wußten und sich dort der stillen Abgeschiedenheit erfreuten, besuchen jetzt Tausende dieses Gebiet. Die tatkräftig begonnene Aktion zur Hebung der Wachau beginnt bereits ihre Früchte zu tragen, Früchte, die eigentlich der noch immer lebensfähige Baum alter vergangener Kultur abwirft und verdorren würde, wenn man diesen Baum in seinem Lebensmarke erschütterte. Möge dieser Hinweis auf den direkten Zusammenhang zwischen wirtschaftlichen Vorteil und Besitzstand an ererbten Gütern verflossener Kulturperioden dazu beitragen, daß letzterer nicht leichtfertig preisgegeben und bewahrt werde.“

## Werke
- Der Bau der Bahn Krems-Grein vom Standpunkte der Denkmalpflege mit besonderer Berücksichtigung der Wachau (= Sonderdruck der Mitteilungen der k.k. Zentralkommission für Kunst und historische Denkmale, Band IX, Nr. 1). Wien 1910.
- Die Wachau (= Österreichische Kultur- und Städtebilder. Nr. 1). Hrsg. vom k.k. Ministerium für öffentliche Bauten, Wien 1911.